# Topol bílý ve Varnsdorfu
Topol bílý ve Varnsdorfu rostl před budovou varnsdorfské polikliniky. Měl obvod kmene 372 cm a byl vysoký přibližně 21 metrů, stáří stromu se udává na 120 až 150 let. Koruna stromu byla zajištěna nepředepjatou bezpečností vazbou typu Cobra. Ačkoli se strom nacházel v centru města, nikdy nebyl poškozen necitlivými zásahy, pouze na ráně po odříznuté větvi vyrůstala plodnice dřevokazné houby, pravděpodobně se jednalo o ohnivec statný. Jednalo se o strom nadprůměrných rozměrů, který si zasloužil maximální ochranu a péči. Při zajišťování koruny stromu byly objeveny plodnice dřevokazné houby troudnatce pásového. Napadené větve stromu byly průběžně ořezávány, v těchto větvích byla objevena bílá hniloba. V roce 2017 bylo objeveno velké množství plodnic Václavky severní a hrozilo vyvrácení stromu do ulice, neboť byl napaden kořenový systém stromu, i když město uvažovalo i o jiných možnostech, v listopadu roku 2018 mu byla odebrána ochrana a v březnu roku 2019 byl poražen.

## Památné a významné stromy v okolí
- Dub u nemocnice
- Dub v Kostelní ulici
- Varnsdorfská hruška
- Lípa v Karlově ulici